# Relazioni industriali
In diritto con relazioni industriali si intende la moderna disciplina giuridica sorta agli inizi degli anni novanta del Novecento, che studia i rapporti tra stato, imprese, sindacati e lavoratori.
Comunemente le cosiddette relazioni industriali consistono nell'insieme delle regole vigenti in materia sindacale, all'interno del vigente ordinamento giuslavoristico.
Più di recente nuovi studi dottrinari, all'interno dei soggetti che caratterizzano le cosiddette relazioni, osservano una sorta di crisi delle organizzazioni sindacali di stampo tradizionale: si parla, in questo caso, anche di relazioni sindacali.
Le relazioni industriali sono oggigiorno divenute materia di insegnamento universitario -parallelamente e autonomamente dal diritto sindacale- in facoltà come Giurisprudenza ed Economia in varie città d'Italia